# 细毛猪笼草
细毛猪笼草（学名：Nepenthes pilosa）是婆罗洲特有的热带食虫植物。其特点是具有密集的黄棕色长毛被；笼盖下表面具一个独特的钩状附属物。其种加词“pilosa”来源于拉丁文“pilosus”，意为“毛发”。
细毛猪笼草在很长一段时间内与陈氏猪笼草（N. chaniana）混为一谈，除了模式标本外，所有在2006年正式描述陈氏猪笼草前鉴定为细毛猪笼草的标本实际上全都是陈氏猪笼草。
虽然安西娅·飞利浦和安东尼·兰姆在所著的《婆罗洲的猪笼草》一书出版于陈氏猪笼草的正式描述前，不过在该书中已有使用俗名——“金毛猪笼草”（Golden-Furred Pitcher-Plant）来称呼这个物种。

## 植物学史
1899年，爪哇植物收藏家安嘉（Amdjah）在尼乌文赫伊斯考察（Nieuwenhuis Expedition）中发现了细毛猪笼草，同时发现的还有鞍型猪笼草（N. ephippiata）。
1928年，荷兰植物学家B·H·丹瑟在其开创性专著《荷属东印度群岛的猪笼草科植物》中正式描述了细毛猪笼草。B·H·丹瑟将编号为“Amdjah 491”的标本指定为模式标本，同时还提及了编号为“Amdjah 499”的标本。1899年1月28日，这两个标本都采集于加里曼丹岛中部附近的勒桑山（Bukit Batu Lesung）上，其海拔约为1600米。在其对细毛猪笼草的描述中，B·H·丹瑟列出了一个“非常令人怀疑的”雄性植株标本（Mjöberg 46）。这份标本由埃里克·米约贝里于1925年10月至12月，在太本山（Bukit Batu Tiban）海拔1700米处采集。关于“Mjöberg 46”号标本B·H·丹瑟写道：
|  | 这仅有一片带上位笼的叶片和一枝花序，但这两个部分肯定不是来自于同一个植株；捕虫笼的形态与编号为‘Amdjah 491’的标本不符合，也正是因为这个原因我没有将这个雄性花序的描述放入正式描述中。 |

上述B·H·丹瑟提及的三份标本都存放于茂物植物园植物标本馆（BO）中。
20世纪后半叶，野生的陈氏猪笼草几乎都被鉴定为细毛猪笼草。例如，1965年伯特伦·伊夫林·斯迈西斯在联合国教科文组织热带湿地研讨会的会议记录中就出现了这样的错误鉴定。植物学家查尔斯·克拉克在其1997年的专著《婆罗洲的猪笼草属植物》中指出，一些学者已经注意到细毛猪笼草的模式标本与在野外被鉴定为该物种的植株在形态上并不一致：
|  | 丹瑟（1928）专著中细毛猪笼草模式标本的配图与在东马来西亚（J. Schlauer, pers. comm.）被鉴定为细毛猪笼草的植株并不能很好的对应。马修·杰布（pers. comm.）也意识到模式标本上位笼非常的不同寻常…… |

但尽管如此，马修·杰布和马丁·奇克在他们的专著《猪笼草属（猪笼草科）的框架性修订》中并没有将产自东马来西亚的植株与细毛猪笼草区分开来。同样的，在安西娅·飞利浦和安东尼·兰姆的专著《婆罗洲的猪笼草》中将产自阿兰伯山（Mount Alab）和克罗克山脉的植株鉴定为细毛猪笼草，其依照的是J·R·特恩布尔（J. R. Turnbull）和A·T·米德尔顿（A. T. Middleton）1981年的一篇未发表的油印报告中的解释。
虽然查尔斯·克拉克在他1997年的专著中将产自东马来西亚的植株视为细毛猪笼草，但他仍怀疑其是否是同一个物种。2004年，他考察了细毛猪笼草的模式产地。这是自1899年来，第一次采集细毛猪笼草的标本。2006年7月，查尔斯·克拉克再次对勒桑山上的细毛猪笼草野外种群进行考察，并确定其实际上是一个独立的物种。2006年底，他与李乾和斯图尔特·麦克弗森一起发表了陈氏猪笼草的正式描述。该修订界限意味着细毛猪笼草是加里曼丹特有的物种，而陈氏猪笼草是沙巴和沙捞越特有的物种。因此，几乎所有栽培的细毛猪笼草，实际上都是陈氏猪笼草。
在夏洛特2007年的著作《食蟲植物觀賞&栽培圖鑑》中也错误的以陈氏猪笼草的照片作为细毛猪笼草的配图。

## 形态特征

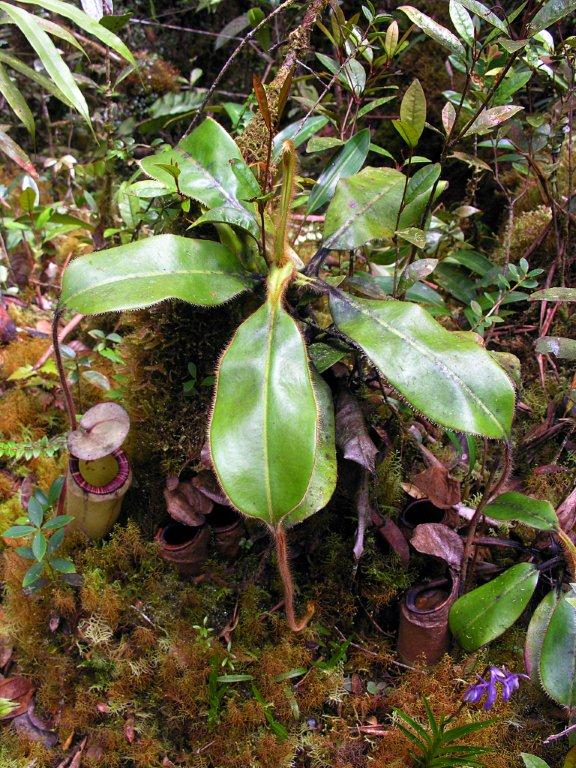
具下位笼的细毛猪笼草的莲座状植株

细毛猪笼草为藤本植物。茎可长达7米，宽至9毫米，呈圆柱形。节间距可达7厘米。

### 叶
细毛猪笼草的叶片具柄，革质或薄革质。叶片为倒卵形－披针形至披针形。其可长达30厘米，宽至7.5厘米。叶尖圆或为短渐尖，可能略呈盾形。叶基渐狭。叶柄为三角形，可宽达6毫米。其呈槽状，抱茎，并可下延2.5厘米，基部骤缩呈圆形。中脉的两侧各有4至5条纵脉。羽状脉不明显或呈不规则的网状。笼蔓通常为叶片长度的1至2倍。

### 捕虫笼
细毛猪笼草的下位笼的下半部呈卵形，上半部呈圆柱形。可高达10厘米，宽至4厘米。腹面不具笼翼，取而代之的是一对明显的隆起。笼口倾斜。唇平展，基部可宽达7毫米。唇肋的间距为三分之一至四分之一毫米，唇齿的长大于宽。下位笼笼身膨大处的内表面为腺体区。每平方厘米覆盖着600至700个消化腺。笼盖大致呈圆形或心形，长宽都约为2.5厘米。其基部的中线处具一根相对平坦的笼盖骨。笼盖下表面散布着蜜腺，越靠边缘的蜜腺体型越小，数量越多。
细毛猪笼草的上位笼与笼蔓的衔接处形成一个宽15至20毫米的弯曲。其呈漏斗形，体型比下位笼大，可高达18厘米，宽至8厘米。与下位笼一样，笼翼也缩小为一对明显的隆起。笼口前部几乎水平，基部向上拉长为一个可高达3厘米的唇颈。唇平展，可宽达12毫米，唇肋的间距为三分之一毫米。整个上位笼的内表面都覆满了非常小的覆盖型腺体，每平方厘米有2000至2500个。笼盖接近圆形或心形，可长达7厘米。整个笼盖的下表面都覆盖着蜜腺，并在基部附近具有一个明显的钩状附属物。

### 毛被
细毛猪笼草具发达的黄棕色毛被。尤其是植株发育中的部分和成熟叶片的下表面。叶片的上表面无毛被。

### 颜色
细毛猪笼草干燥标本的茎和叶片的下表面为红棕色，而叶片的上表面通常为淡黄色。

## 生态关系
细毛猪笼草是婆罗洲东加里曼丹勒桑山山脉特有的热带食虫植物。该山被描述为是一个“具很多小山峰的砂质长山脉”。细毛猪笼草典型原生地为苔藓森林。在勒桑山海拔约1700米处已发现了一个数量约为200株的种群。
根据2000年的评估，细毛猪笼草已被列入《2006年世界自然保护联盟濒危物种红色名录》中，保护状况为濒危。

## 相关物种
通过观察笼盖的基部是否具有钩状的附属物是区分细毛猪笼草与其他猪笼草的最好方法。在婆罗洲的猪笼草物种中，只有豹斑猪笼草（N. burbidgeae）和陈氏猪笼草具有类似的附属物。
B·H·丹瑟认为细毛猪笼草与豹斑猪笼草之间存在着最为紧密的近缘关系，在自野外重新发现细毛猪笼草的分别之前，很多学者认为该物种可能是豹斑猪笼草的一个同物异名。但细毛猪笼草与之不同之处在于，其具有更突出和发达的毛被。
而与陈氏猪笼草相比，细毛猪笼草的捕虫笼更接近圆柱形，更矮胖，且两侧不向内收缩。
有腺猪笼草（N. glandulifera）具有同样发达的毛被，但却缺少发达的笼盖附属物，且具有许多突出的花外蜜腺。

## 自然杂交种
尚未发现细毛猪笼草的自然杂交种。在一些早期的资料中曾出现过其与劳氏猪笼草（N. lowii）和维奇猪笼草（N. veitchii）的自然杂交种，但现在发现前者实为暗色猪笼草与劳氏猪笼草的自然杂交种（N. fusca × N. lowii），而后者实为陈氏猪笼草与维奇猪笼草的自然杂交种（N. chaniana × N. veitchii）。

## 扩展阅读
- 食虫植物照片搜寻引擎中细毛猪笼草的照片
- 原生地中的细毛猪笼草

 维基共享资源上的相關多媒體資源：细毛猪笼草
 維基物種上的相關：细毛猪笼草